# Бракенгеймер, Пётр Иванович
Пётр Иванович Бракенгеймер (1863—?) — российский педагог, филолог и методист. 

## Биография

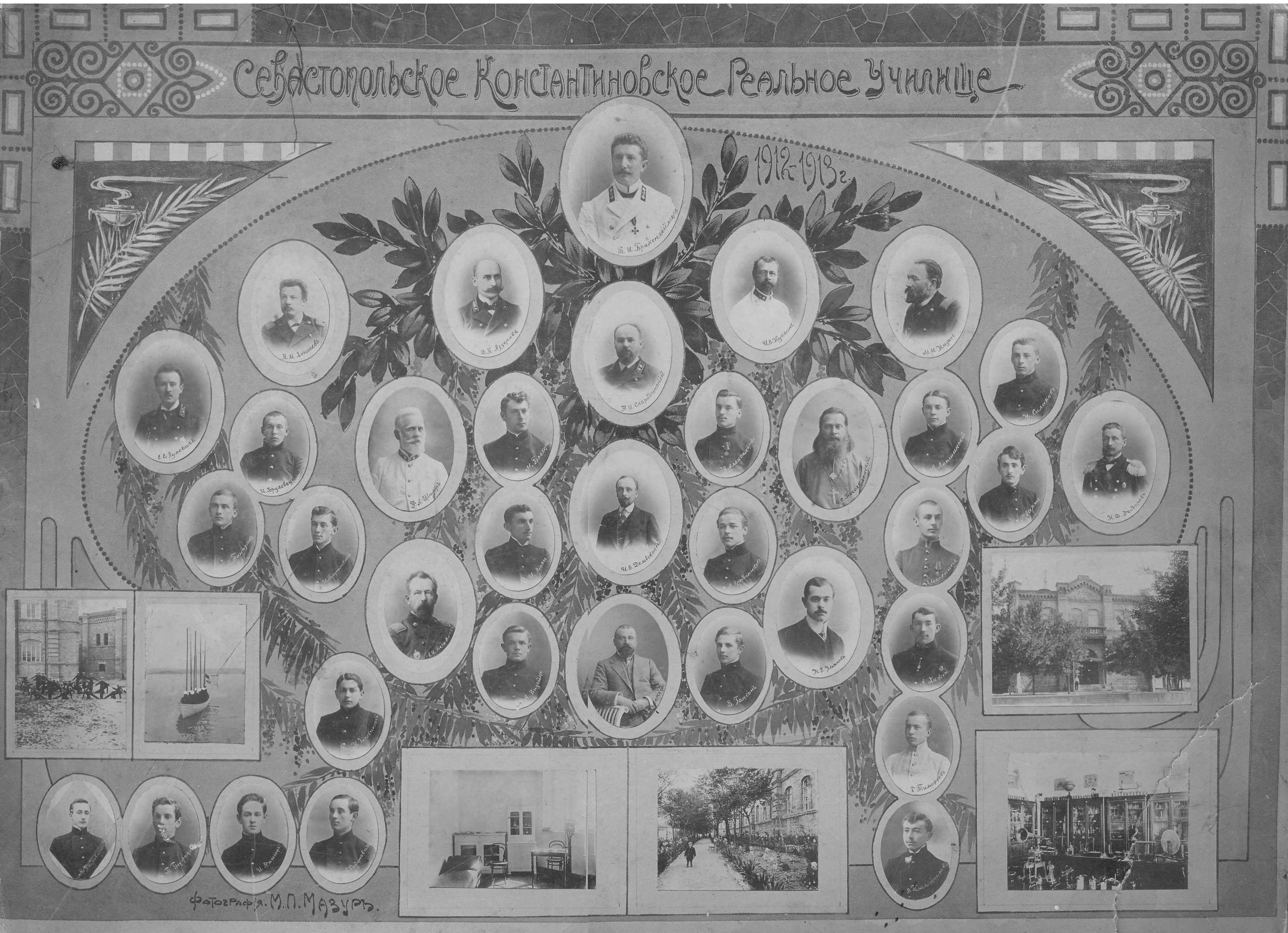
Выпуск 1913 года Севастопольского Константиновского реального училища. В верхнем ряду директор - П. И. Бракенгеймер

Происходил из мещан Таврической губернии. По окончании Ришельевской гимназии в 1881—1885 годах учился на историко-филологическом факультете Новороссийского университета.
Преподавал русский язык и словесность в 4-й одесской гимназии. С 1910 года — директор Бахмутской гимназии и Бахмутского реального училища; с 1911 года — директор Севастопольского Константиновского реального училища, которое возглавлял вплоть до закрытия в 1920 году. В 1913 году был произведён в чин действительного статского советника.
Были изданы его сочинения:
- Тургенев / пер. П. Бракенгеймера // Геннекен Э. Русские писатели во Франции. — Одесса, 1893. — С. 8—53.
- Граф Л. Н. Толстой. — Одесса, 1893
- «Alexiou Komnenou poiema parainetikon в сравнении с русским Домостроем»[4] (Одесса, 1893)
- Униформирование в языках литовско-словенской семьи с исследованиями урало-алтайского наречия. — Одесса, 1893
- Народная поэзия в классе. — Одесса, 1895.
- Поэзия искусственная : Применительно к учеб. пл. Мин[-ва] нар. прос. 20 VII 90 / П. Бракенгеймер. — Одесса : Центр. типо-лит., 1895. — 14 с.
- Примерный изборник произведений для заучивания наизусть / [Сост.] П. Бракенгеймер. — Одесса: Центр. типо-лит., 1895. — 188, IV с.
- Схема разбора грамматического. — Одесса, 1898